# 7 de abril
El 7 de abril es el 97.º (nonagésimo séptimo) día del año en el calendario gregoriano y el 98.º en los años bisiestos. Quedan 268 días para finalizar el año.

## Acontecimientos
- 30: Primer Viernes Santo, según varios exégetas.
- 451: en la actual Francia, Atila saquea la ciudad de Metz y ataca otras ciudades en la Galia.
- 529: en Roma, el emperador Justiniano sanciona el primer tomo del Corpus Juris Civilis.
- 611: el rey maya Uneh Chan de Calakmul saquea la ciudad-estado rival Palenque en el sur de México.
- 1348: en Praga se funda la Universidad Carolina.
- 1521: el navegante portugués Fernando de Magallanes ―en la primera circunnavegación del globo, financiada por la Corona de España― llega a Cebú; morirá quince días después.
- 1541: el jesuita Francisco Javier parte hacia Oriente para desarrollar una labor misionera.
- 1621: en la actual España, el aristócrata Pedro Girón, cae prisionero; se inicia la persecución de los partidarios de Lerma.
- 1652: en África, los neerlandeses colonizan Ciudad del Cabo.
- 1798: el territorio del Misisipi es reorganizado por las disputas entre Estados Unidos y España. Se expandirá en 1804 y posteriormente en 1812.
- 1813: en la Nueva Granada (actual Colombia), Manuel Rodríguez Torices (presidente del Estado Libre e Independiente de Cartagena) convierte a la localidad costera de Barranquilla en «villa» y la eleva a capital del departamento de Tierradentro o Barlovento.
- 1815: en la aldea de Puerto Santo (Venezuela) desembarca la fuerza invasora y colonialista del general Pablo Morillo.
- 1817: en la ciudad de Barcelona (Venezuela) cae la Casa Fuerte en manos de los invasores españoles, mueren allí entre 700 y 1200 personas.
- 1821: en la provincia de Coquimbo (Chile) se funda por decreto supremo el Instituto Nacional Departamental de Coquimbo, actual Liceo Gregorio Cordovez.
- 1822: en Buenos Aires (Argentina) se funda la Sociedad de Ciencias Físicas y Matemáticas.
- 1822: en la Gran Colombia, Simón Bolívar y su ejército libertador se enfrenta a las fuerzas realistas colonialistas  en la batalla de Bomboná.
- 1823: en España, los Cien Mil Hijos de San Luis entran en el país, restableciendo el gobierno absolutista de Fernando VII.
- 1825: en Bolivia, se rinde el coronel español José María Valdez, dando fin a la guerra de independencia en el Alto Perú.
- 1827: el químico británico John Walker vende la primera caja de cerillas, que había inventado el año anterior.
- 1828: en el Teatro Carlo Felice de Génova (Italia) se estrena la ópera Bianca e Fernando, de Vincenzo Bellini.
- 1831: en Brasil, Pedro II se hace coronar emperador.
- 1842: en Costa Rica, desembarca el general Francisco Morazan Quesada y más de 400 soldados, con el objetivo de derrocar a Braulio Carrillo Colina y retomar la lucha por la integración de Centroamérica. El gobierno  del general Moraza llevara a que este sea fusilado el 15 de septiembre de 1842.
- 1862: cerca de Savannah ―en el marco de la guerra civil estadounidense, el ejército unionista norteño liderado por Ulysses S. Grant derrota al ejército confederado sureño en la batalla de Shiloh.
- 1894: en Buenos Aires (Argentina), Juan B. Justo funda el diario socialista La Vanguardia.
- 1906: en Italia, el volcán Vesubio entra en erupción y devasta Nápoles.
- 1906: los representantes de España, Alemania, Francia e Inglaterra firman el Acta de Algeciras sobre Marruecos por la que España adquiere obligaciones para ejercer un protectorado (colonizarla en realidad)  en la zona.
- 1908: en el Reino Unido, H. H. Asquith del Partido Liberal sucede a sir Henry Campbell-Bannerman como primer ministro.
- 1928: Insurrección cívico-militar en Venezuela liderada por Rafael Alvarado Franco en contra de la dictadura de Juan Vicente Gómez.
- 1933: la ley seca en los Estados Unidos se deroga para la cerveza de no más de 3,2 % de alcohol en peso, ocho meses antes de la ratificación de la Vigesimoprimera Enmienda a la Constitución de los Estados Unidos (Enmienda XXI). Ahora se celebra como el Día Nacional de la Cerveza en los Estados Unidos.
- 1936: en España, es destituido Niceto Alcalá Zamora como presidente de la República española.
- 1938: en la provincia de Shandong, a 690 km al sur de Pekín (China) ―en el marco de la segunda guerra sino-japonesa (1937-1945)― termina la Batalla de Taierzhuang (24 de marzo a 7 de abril de 1938), en que el ejército de la República de China vencerá al ejército del Imperio del Japón. Se trata de la primera gran victoria china de la guerra. Humilló al ejército japonés y destrozó para siempre su reputación como «fuerza invencible».
- 1939: la Italia fascista invade el reino de Albania.
- 1943: en Grecia, Ioannis Rallis se convierte en el primer ministro colaboracionista durante la ocupación del Eje.
- 1945: el acorazado Yamato es hundido por 386 aviones estadounidenses, significando definitivamente el fin de la era de los acorazados y empezando la de los portaaviones.
- 1946: Francia reconoce la independencia de Siria.
- 1948: en la ONU se crea la Organización Mundial de la Salud.
- 1953: en la ONU, el sueco Dag Hammarskjöld es designado secretario general.
- 1954: en el atolón Bikini, Estados Unidos detona la bomba de hidrógeno Koon, que se preveía que sería de 1500 kilotones pero resultó un fizzle (bomba fallida) de 110 kt. En comparación, la bomba atómica Little Boy (del bombardeo atómico contra civiles en Hiroshima) fue de 16 kt.
- 1954: el presidente Dwight Eisenhower comenta la Teoría del dominó por primera vez en rueda de prensa.
- 1955: en Rancagua (Chile) se funda el Club Deportivo O'Higgins.
- 1955: Winston Churchill renuncia como primer ministro por problemas de salud.
- 1956: en José Ingenieros (provincia de Buenos Aires) se inaugura el Estadio Tres de Febrero. Actualmente, sigue siendo el campo de deportes del Club Almagro.
- 1956: España renuncia a su «protectorado»  (colonización en realidad) en Marruecos.
- 1958: en Ibagué (Colombia) se funda el Club Deportes Tolima.
- 1964: en los Estados Unidos, la empresa IBM presenta el primer modelo de su serie 360. (Ver Historia de la informática).
- 1966: en un pozo a 561 metros bajo tierra, en el área U3ek del Sitio de pruebas atómicas de Nevada (a unos 100 km al noroeste de la ciudad de Las Vegas), a las 14:27 (hora local) Estados Unidos detona su bomba atómica Tomato, de 6 kt. Es la bomba n.º 457 de las 1132 que Estados Unidos detonó entre 1945 y 1992.
- 1969: en los Estados Unidos se publica el RFC 1; esta se considera la fecha simbólica del nacimiento del Internet.
- 1971: el presidente de los Estados Unidos Richard Nixon anuncia el incremento en la retirada de tropas invasoras yanquis de Vietnam.
- 1977: en Alemania, el político Siegfried Buback y su chófer son ajusticiados a tiros  por dos miembros de la Fracción del Ejército Rojo.
- 1978: en los Estados Unidos, el presidente Jimmy Carter interrumpe la investigación de la bomba de neutrones.
- 1983: durante la misión STS-6, los astronautas estadounidenses Story Musgrave y Don Peterson realizan la primera caminata espacial del transbordador espacial.
- 1985: el líder soviético Mijaíl Gorbachov declara una moratoria en el despliegue de los misiles de medio alcance en Europa.
- 1985: el dúo británico Wham!, se convierte en el primer grupo musical occidental en dar un concierto en China.
- 1990: durante el escándalo Irán-Contra, John Poindexter es declarado culpable de cinco cargos por su parte en el escándalo (la condena se revoca luego en apelación).
- 1992: la República Srpska anuncia su independencia.
- 1994: en Kigali (Ruanda) empieza la masacre de tutsis (genocidio en Ruanda).
- 1995: primera emisión de Gundam Wing.
- 1998: se estrena el anime de Cardcaptor Sakura.
- 1999: en Yugoslavia, durante la Operación Fuerza Aliada, la campaña de bombarderos aéreos de la OTAN contra la República Federal de Yugoslavia (FRY), varios aviones de la OTAN atacaron con bombas de racimo la ciudad de Niš (Serbia). Según la OTAN el objetivo del ataque era el aeropuerto de Niš, sin embargo las bombas cayeron sobre el centro de la ciudad. Principalmente sobre un mercado y un hospital provocando la muerte de, al menos, catorce civiles y 28 heridos.
- 2001: Estados Unidos lanza la sonda espacial Mars Odyssey.
- 2003: en Irak, tropas invasoras  estadounidenses capturan Bagdad. El gobierno de Sadam Huseín cae dos días después.
- 2004: en Marsella (Francia), investigadores del Departamento de Arqueología Subacuática confirman que los restos hallados en el mar, a 20 km al sur de Marsella, pertenecen al avión del escritor y aviador francés Antoine de Saint-Exuperý (1900-1944).
- 2005: en México se le retiran los fueros (la inmunidad política) al alcalde de la Ciudad de México, Andrés Manuel López Obrador, en uno de los episodios político-legales más controvertidos en los tiempos recientes de la Historia de México.
- 2006: en España, el Congreso aprueba la 6.ª Ley de Educación. La nueva norma establece enseñanzas comunes al 55 %. La religión será optativa, de libre elección. Suma una nueva asignatura, la de educación para la ciudadanía. Los alumnos de secundaria no podrán pasar de curso con más de 3 suspensos.
- 2006: el Tribunal de Luxemburgo prohíbe sustituir salario por vacaciones.
- 2006: en España, el Parlamento aprueba por unanimidad la Ley de Tropa y Marinería, que establece un modelo de ejército profesional. Los soldados podrán permanecer en los ejércitos hasta los 45 años.
- 2006: en España se declara el parque natural del Peñagolosa.
- 2009: en Perú, el expresidente Alberto Fujimori es condenado a 25 años de prisión por delitos de lesa humanidad en los casos de las matanzas de Barrios Altos y la universidad La Cantuta, realizados durante su mandato por el grupo Colina.
- 2013: cerca del distrito de Napo (Perú), se accidenta un helicóptero, y fallecen 13 personas.
- 2013: en Japón se estrena el primer capítulo de la serie japonesa (anime) Attack on Titan: Shingeki no Kyojin .
- 2017: un camión atropella a varias personas en una calle comercial de Estocolmo (Suecia).
- 2022: en Costa Rica un avión de carga de la compañía DHL se partió en dos luego de un aterrizaje de emergencia en el Aeropuerto Internacional Juan Santamaría.

## Nacimientos
- 1506: Francisco Javier, jesuita y santo español (f. 1552).
- 1539: Tobias Stimmer, pintor suizo (f. 1584).
- 1613: Gerrit Dou, pintor neerlandés (f. 1675).

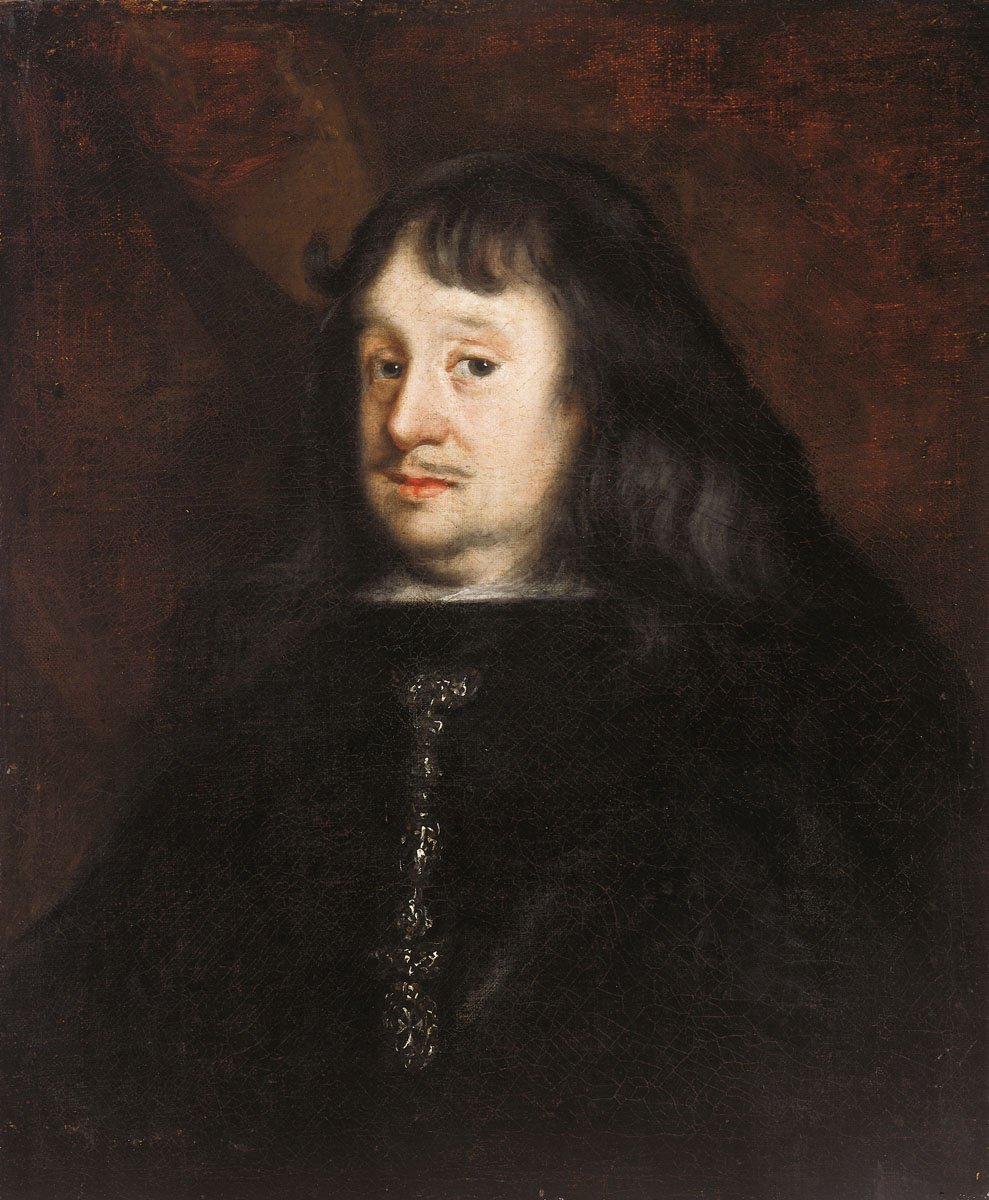
Juan José de Austria.

- 1629: Juan José de Austria, político y militar español (f. 1679).
- 1636: Gregório de Matos Guerra, poeta brasileño (f. 1696).
- 1644: François de Neufville de Villeroy, soldado francés (f. 1730).
- 1648: John Sheffield (duque de Buckingham), político, aristócrata y poeta británico (f. 1721).
- 1652: Clemente XII, papa católico italiano entre 1730 y 1740 (f. 1740).
- 1718: Hugh Blair, escritor y ministro escocés (f. 1800).
- 1727: Michel Adanson, naturalista francés (f. 1806).
- 1770: William Wordsworth, poeta británico (f. 1850).

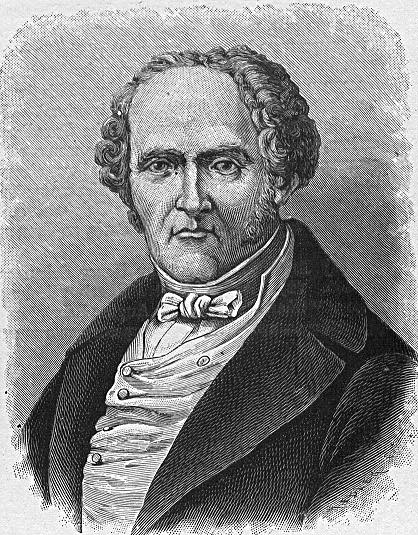
Charles Fourier.

- 1772: Charles Fourier, socialista francés (f. 1837).
- 1784: Rafael del Riego, militar español (f. 1823).
- 1786: William R. King, vicepresidente estadounidense (f. 1853).
- 1794: Giovanni Battista Rubini, tenor italiano (f. 1854).
- 1780: William Ellery Channing, teólogo y pastor estadounidense (f. 1842).
- 1797: Pierre Leroux político francés (f. 1871).

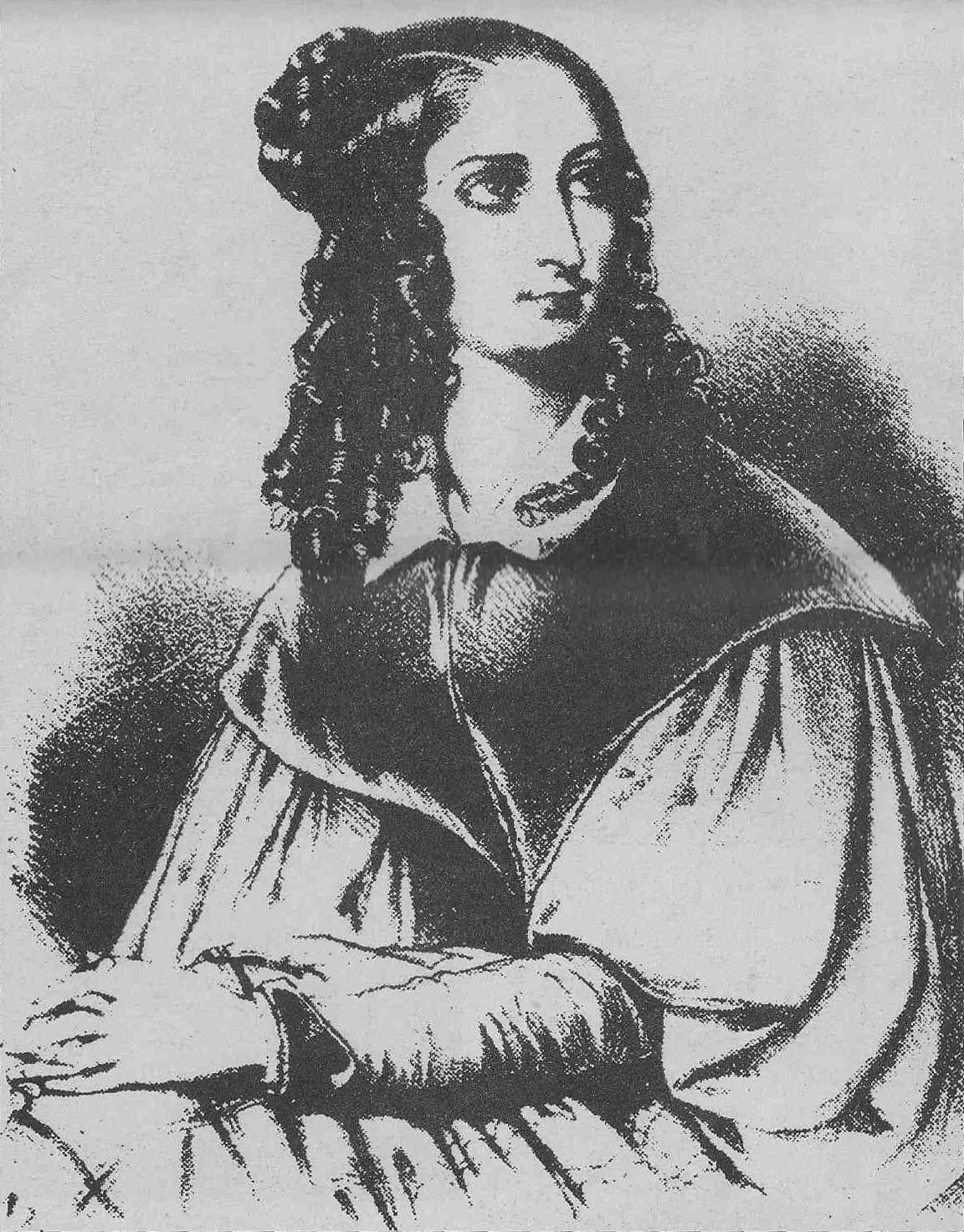
Flora Tristán.

- 1803: Flora Tristán, filósofa feminista-socialista francesa (f. 1844).
- 1839: Ida Ferenczy, aristócrata húngara (f. 1928).
- 1852: Luis de Landecho, arquitecto español (f. 1941).
- 1853: Leopoldo de Albany, aristócrata británico (f. 1884).
- 1859: Walter Camp, jugador y entrenador estadounidense (f. 1925).
- 1860: Will Keith Kellogg, empresario estadounidense (f. 1951).
- 1870: Gustav Landauer, anarquista alemán (f. 1919).
- 1871: Epifanio de los Santos, jurista e historiador filipino (f. 1927).
- 1876: Fay Moulton, deportista estadounidense (f. 1945).
- 1882: Kurt von Schleicher, militar y político alemán (f. 1934).
- 1883: Gino Severini, pintor italiano (f. 1966).
- 1884: Bronislaw Malinowski, antropólogo polaco (f. 1942).
- 1885: Walther Schwieger, almirante alemán (f. 1917).
- 1885: Alberto Ureta, poeta peruano (f. 1966).
- 1887: Joseph Stadler, atleta estadounidense (f. 1950).

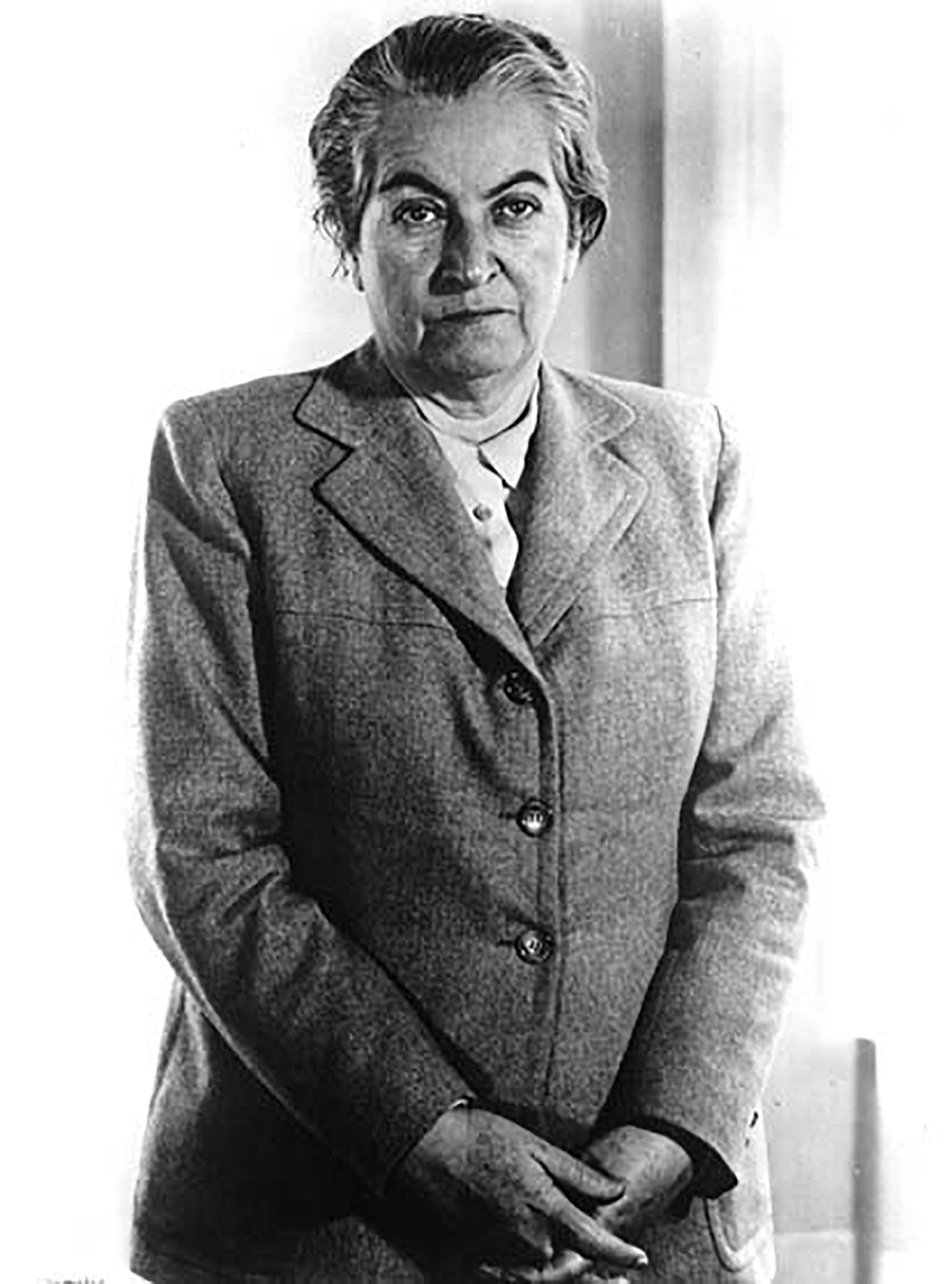
Gabriela Mistral.

- 1889: Gabriela Mistral, poetisa, diplomática y pedagoga chilena, premio nobel de literatura en 1945 (f. 1957).
- 1891: Ole Kirk Christiansen, empresario danés (f. 1958).
- 1891: Victoria Ocampo, escritora y editora argentina (f. 1979).
- 1893: Allen Dulles, abogado y político estadounidense (f. 1969).
- 1893: Claudio Sánchez-Albornoz, historiador español (f. 1984).
- 1894: Gerald Brenan, escritor británico (f. 1987).
- 1895: Eduardo Toldrá, músico español (f. 1962).
- 1897: Erich Löwenhardt, piloto alemán (f. 1918).
- 1897: Walter Winchell, periodista estadounidense (f. 1972).
- 1899: Robert Casadesus, pianista y compositor francés (f. 1972).
- 1906: Hans Möser, oficial alemán nazi de las SS (f. 1948).
- 1907: Jacques Laudy, historietista francés (f. 1993).
- 1908: Percy Faith, músico canadiense (f. 1976).
- 1908: Orlando Sandoval, abogado, agricultor y político chileno (f. 1996).
- 1911: Eduardo León, abogado chileno (f. 1991).
- 1914: Salvador Nava, médico y político mexicano (f. 1994).

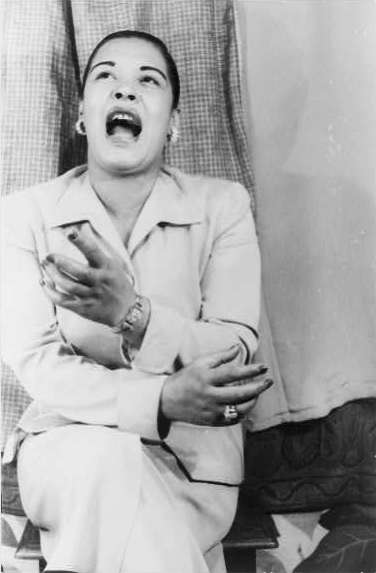
Billie Holiday.

- 1915: Billie Holiday, cantante estadounidense de jazz (f. 1959).
- 1915: Henry Kuttner, escritor estadounidense (f. 1958).
- 1916: Anthony Caruso, actor estadounidense (f. 2003).
- 1917: Roberto Huerta, militar e ingeniero aeronáutico argentino (f. 2003).
- 1919: Edoardo Mangiarotti, esgrimista y dirigente deportivo italiano. (f. 2012).
- 1920: Franco Alvarado Perdomo, escritor boliviano (f. 1987).
- 1920: Ravi Shankar, músico sitarista indio (f. 2012).
- 1922: Mongo Santamaría, percusionista, director de orquesta y arreglista cubano (f. 2003).
- 1922: Margia Dean, actriz estadounidense (f. 2023).
- 1922: Borís Kovzan, piloto de combate soviético (f. 1985).
- 1924: Daniel Emilfork, actor francés (f. 2006).
- 1924: Johannes Mario Simmel, guionista y escritor angloaustríaco (f. 2009).
- 1924: Azucena Villaflor, ciudadana argentina, fundadora de las Madres de Plaza de Mayo; asesinada (f. 1977).
- 1926: Julio Scherer, periodista mexicano (f. 2015).
- 1927: Babatunde Olatunji, baterista y activista nigeriano (f. 2003).
- 1928: Alma Bressán, guionista argentina (f. 1999).
- 1928: James Garner, actor estadounidense (f. 2014).
- 1928: Alan J. Pakula, cineasta estadounidense (f. 1998).
- 1929: Domingo Cura, percusionista argentino (f. 2004).
- 1929: Bob Denard, mercenario francés (f. 2007).
- 1930: Gabriela Morreale, química, investigadora y académica italoespañola (f. 2017).
- 1930: Enrique González Pedrero, político mexicano, Gobernador de Tabasco entre 1983 y 1987 (f. 2021).
- 1930: Yves Rocher, industrial de la cosmética francés (f. 2009).
- 1930: Vilma Espín, química y política cubana (f. 2007).
- 1931: Donald Barthelme, periodista y escritor estadounidense (f. 1989).
- 1931: Ted Kotcheff, cineasta búlgaro-canadiense.
- 1931: Daniel Ellsberg, escritor y teólogo estadounidense (f. 2023).
- 1933: Wayne Rogers, actor, productor y guionista estadounidense (f. 2015).
- 1933: Hosein Nasr, filósofo iraní.
- 1934: Ian Richardson, actor escocés (f. 2007).
- 1936: Xosé Manuel Beiras, político español.
- 1936: José Martín Colmenarejo, ciclista español (f. 1995).
- 1937: Ulises Dumont, actor argentino (f. 2008).
- 1938: Jerry Brown, político estadounidense, Gobernador de California entre 1975 y 1983 y entre 2011 y 2019.
- 1938: Freddie Hubbard, trompetista estadounidense de jazz (f. 2008).
- 1938: Hermes Peña Torres, militar cubano (f. 1964).

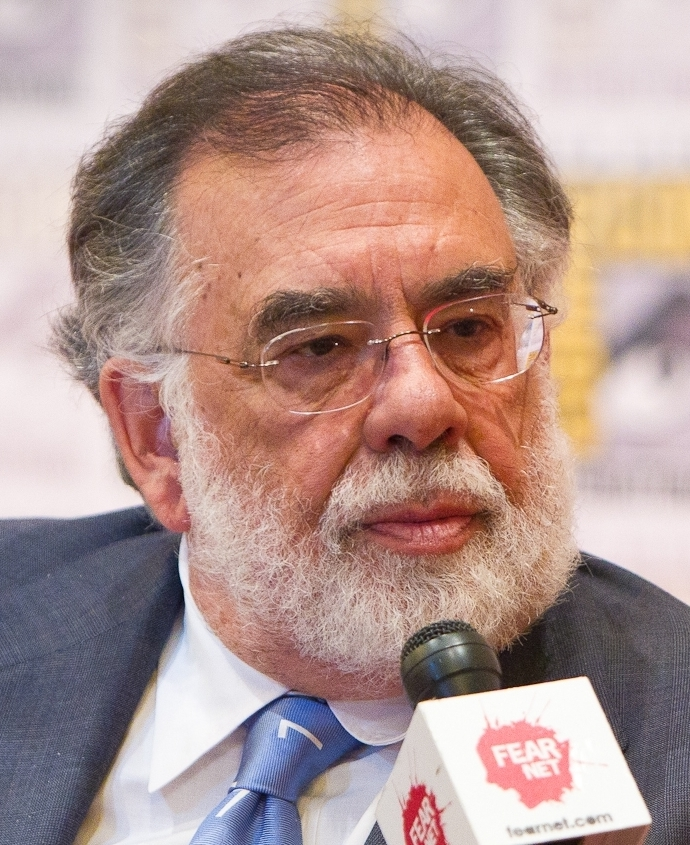
Francis Ford Coppola.

- 1939: Francis Ford Coppola, cineasta estadounidense.
- 1939: David Frost, periodista y presentador británico (f. 2013).
- 1939: Vaçe Zela, cantante albanesa (f. 2014).
- 1942: José María Maravall, jurista, sociólogo y político español.
- 1943: Mick Abrahams, compositor y guitarrista británico, de la banda Jethro Tull.
- 1943: Joaquim Agostinho, ciclista portugués (f. 1984).
- 1944: Gerhard Schröder, político alemán, Canciller de Alemania entre 1998 y 2005.
- 1944: Miguel Roa, director de orquesta español (f. 2016).
- 1944: Makoto Kobayashi, físico japonés, premio nobel de física en 2008.
- 1945: Megas, cantante, compositor y escritor islandés.
- 1945: Joël Robuchon, chef y escritor francés (f. 2018).
- 1945: Werner Schroeter, cineasta y guionista alemán (f. 2010).
- 1946: Zaid Abdul-Aziz, baloncestista estadounidense.
- 1946: Colette Besson, atleta francesa (f. 2005).
- 1946: Stella Maris Closas, actriz y directora teatral argentina.
- 1946: Stan Winston, operador de efectos especiales y maquillador estadounidense (f. 2008).
- 1947: Florian Schneider, cantante y baterista alemán, de la banda Kraftwerk (f. 2020).
- 1947: Michèle Torr, cantante francés.
- 1948: John Oates, músico estadounidense, de la banda Hall & Oates.
- 1948: José Enrique Ruiz-Domènec, historiador español.
- 1948: Néstor Scotta, futbolista argentino (f. 2001).
- 1949: Mitch Daniels, político estadounidense, Gobernador de Indiana entre 2005 y 2013.
- 1949: Cecilia Maresca, actriz y directora teatral argentina.
- 1952: Armando Ramírez, escritor y periodista mexicano (f. 2019).
- 1953: Rachid Khimoune, escultor francés de origen argelino.

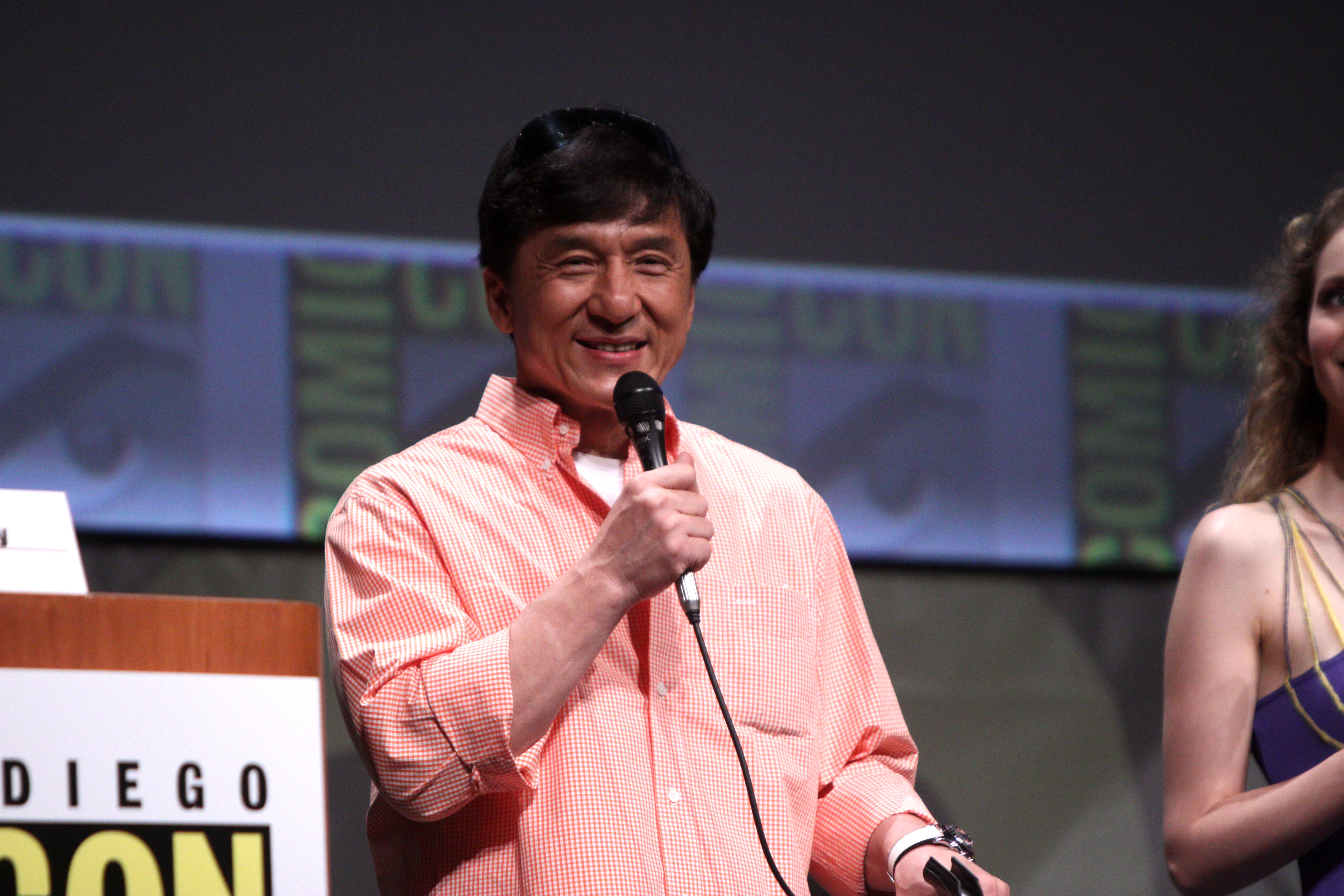

- 1954: Jackie Chan, actor, cineasta y doble de riesgo chino.
- 1954: Tony Dorsett, jugador estadounidense de fútbol americano.
- 1954: Patricia Belcher, actriz estadounidense.
- 1955: Tortell Poltrona, payaso catalán.
- 1960: Buster Douglas, boxeador estadounidense.
- 1961: Thurl Bailey, jugador de baloncesto estadounidense.
- 1962: Andrew Hampsten, ciclista estadounidense.
- 1963: Jaime de Marichalar, aristócrata español.

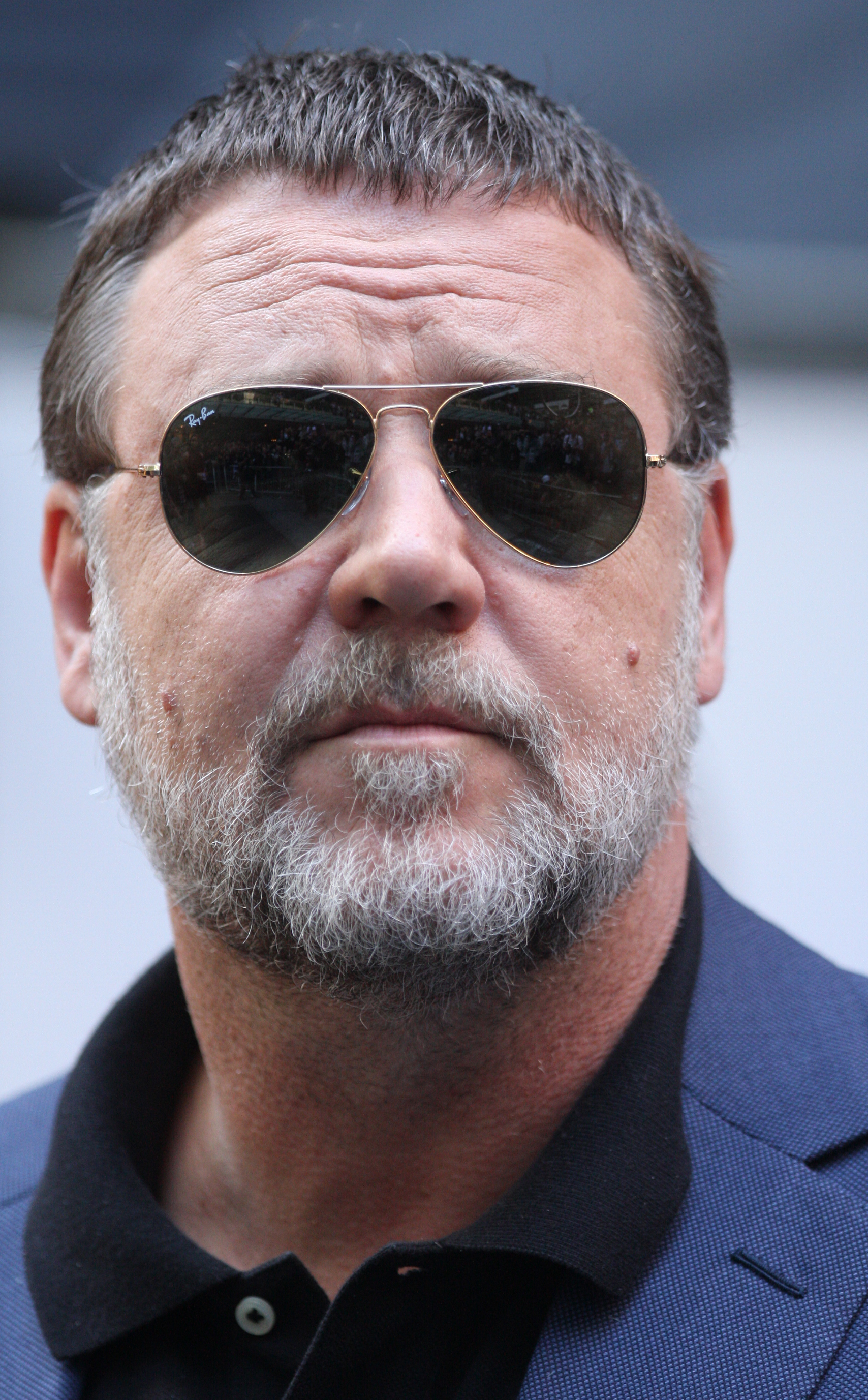

- 1964: Russell Crowe, actor neozelandés.
- 1964: Ángel Garrido, político español.
- 1965: Bill Bellamy, cómico y actor estadounidense.
- 1965: Ángeles González-Sinde, guionista y cineasta española.
- 1965: Christophe Krywonis, chef francés.
- 1969: Vadim Naumov, patinador artístico ruso (f. 2025).
- 1970: Leif Ove Andsnes, pianista noruego.

- 1970: Ivelín Giro, actriz cubana.

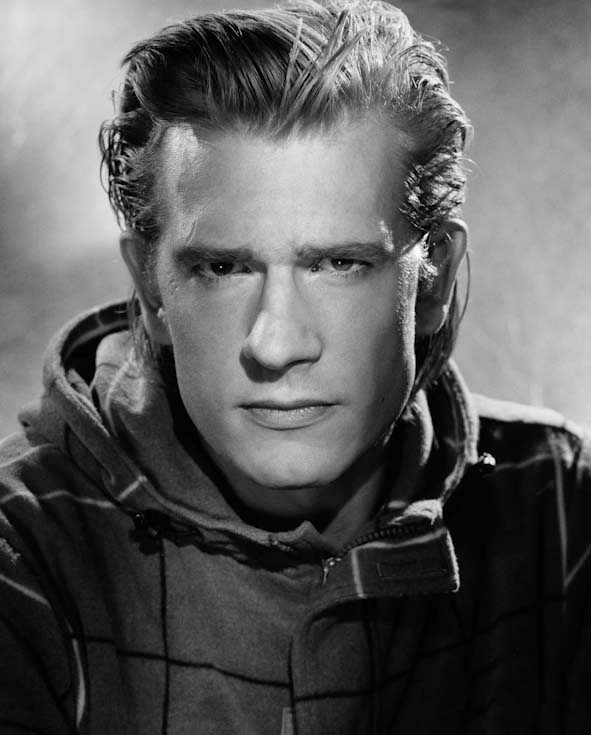
Guillaume Depardieu.

- 1971: Guillaume Depardieu, actor francés, hijo del actor Gérard Depardieu (f. 2008).
- 1971: La Masa, luchador argentino.
- 1972: Gianluca Grignani, cantante italiano.
- 1972: José Javier Hombrados, jugador de balonmano español.
- 1973: Marco Delvecchio, futbolista italiano.
- 1973: Carole Montillet, esquiador francés.
- 1974: Tygo Gernandt, actor neerlandés.
- 1975: Karin Dreijer Andersson, cantante sueco, de la banda The Knife.
- 1975: Ronnie Belliard, beisbolista estadounidense.
- 1975: John Cooper, vocalista estadounidense, de la banda Skillet.
- 1975: Sergio Peris Mencheta, actor español.
- 1976: Kevin Alejandro, actor estadounidense.
- 1978: Duncan James, cantante y compositor británico, de la banda Blue.
- 1979: Adrián Beltré, beisbolista dominicano.
- 1979: Chris Gbandi, futbolista liberiano nacionalizado estadounidense.
- 1979: Ruth Núñez, actriz española.
- 1979: Rafael Peralta, infante de marina estadounidense (f. 2004).
- 1979: Danny Sandoval, beisbolista venezolano.
- 1980: Manuel Velasco Coello, político mexicano, Gobernador de Chiapas entre 2012 y 2018.
- 1981: Sharka Blue, actriz porno checa.
- 1981: Alex Lanipekun, actor británico.
- 1981: Óscar Pérez, actor, policía y disidente venezolano (f. 2018).
- 1982: Sonjay Dutt, luchador estadounidense.
- 1982: Soledad Fandiño, actriz y modelo argentina.
- 1983: Andrea Fuentes, nadadora de sincronizada española.
- 1983: Kyle Labine, actor canadiense.
- 1983: Franck Ribéry, futbolista francés.
- 1983: Jon Stead, futbolista británico.
- 1984: Gorka Larrea, futbolista español.
- 1984: Renat Yanbáyev, futbolista ruso.
- 1986: Brooke Brodack, cómico estadounidense.
- 1986: Christian Fuchs, futbolista austriaco.
- 1986: Choi Si-won, cantante, modelo y actor surcoreano.
- 1987: Martín Cáceres, futbolista uruguayo.
- 1987: Jack Duarte, actor y cantante mexicano.
- 1987: Jack Johnson, actor estadounidense.
- 1988: Edward Speleers, actor británico.
- 1989: Teddy Riner, yudoca francés.
- 1989: Franco Di Santo, futbolista argentino.
- 1990: Sorana Cîrstea, tenista rumana.
- 1990: Vicky Luengo, actriz española.
- 1991: Anne-Marie, cantante inglesa.
- 1992: Alexis Jordan, cantante estadounidense.
- 1992: Ana María Estupiñán, actriz colombiana.
- 1992: Gerard Moreno, futbolista español.
- 1995: Ramón Bueno Gonzalbo, futbolista español.
- 1996: Yair Arboleda, futbolista colombiano.
- 1996: Zeynep Çelik, judoca turca.
- 1997: Oliver Burke, futbolista escocés.
- 1997: Lipe Veloso, futbolista brasileño.
- 1998: Bogdan Lyednyev, futbolista ucraniano.
- 1998: Arnau Mirambel, futbolista hispano-panameño.
- 1998: Giovanna Schettino, remera italiana.
- 1999: Marcelo Allende, futbolista chileno.
- 1999: David Hook, baloncestista sueco.
- 1999: Jakub Moder, futbolista polaco.
- 1999: Daniel Quiñones, futbolista colombiano.
- 1999: Raisei Shimazu, futbolista japonés.
- 1999: Danilo Pereira da Silva, futbolista brasileño.
- 1999: Shae Anderson, atleta estadounidense.
- 1999: Baldvin Magnússon, atleta islandés.
- 1999: Emma Wilson, regatista británica.
- 1999: Justo Giani, futbolista argentino.
- 1999: Alan Marinelli, futbolista argentino.
- 2000: Jimena Riadigos, balonmanista argentina.
- 2000: Juan Artola Canales, futbolista español.
- 2000: Gustavo Galindo de la Rosa, futbolista mexicano.
- 2000: Kaito Toba, piloto de motociclismo japonés.
- 2000: Shosei Okamoto, futbolista japonés.
- 2000: Julia Kedhammar, cantante sueca.
- 2000: Luis Valverde, futbolista peruano.
- 2004: Martin Wasinski, futbolista belga.
- 2004: Felipe Sánchez, futbolista argentino.
- 2004: Aleksander Bobek, futbolista polaco.
- 2004: Dejanea Oakley, atleta jamaicana.
- 2004: Mateo Flores Lozano, futbolista español.
- 2004: Matilde Jorge, tenista portuguesa.
- 2005: Aday Mara, baloncestista español.

## Fallecimientos
- 1234: Sancho VII de Navarra, rey de Navarra (n. 1154).
- 1302: Muhammad II, sultán nazarí entre 1273 y 1302 (n. 1235).
- 1498: Carlos VIII, el Amable, rey francés (n. 1470).
- 1557: Jerónimo de Alderete, conquistador español (n. 1516).
- 1611: Antonio Pérez, político español (n. 1540).

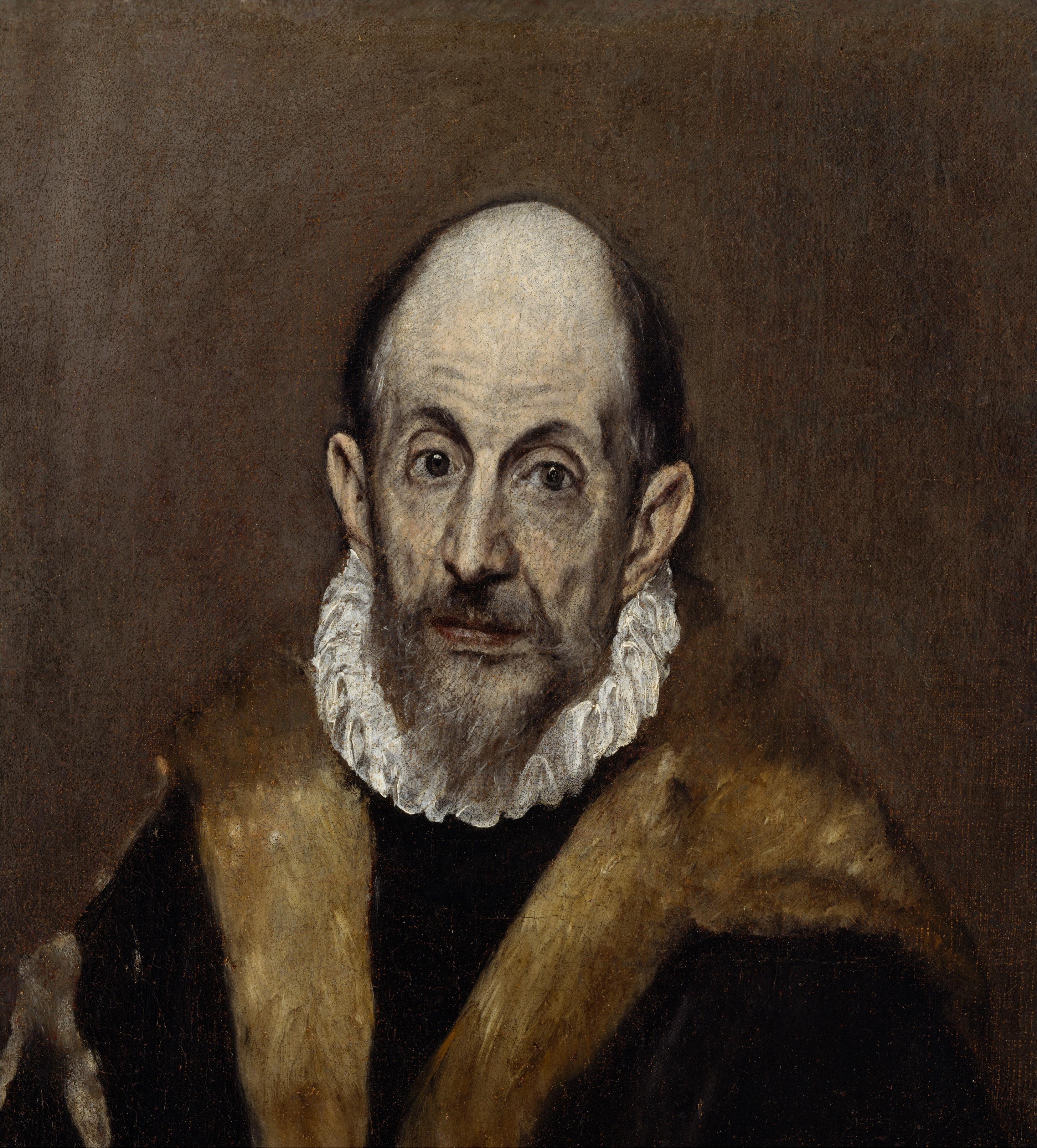
El Greco.

- 1614: El Greco, pintor griego (n. 1541).
- 1638: Shimazu Tadatsune, daimyo japonés (n. 1576).
- 1651: Lennart Torstensson, militar e ingeniero sueco (n. 1603).
- 1658: Juan Eusebio Nieremberg, escritor español (n. 1595).
- 1668: William Davenant, poeta y dramaturgo británico (n. 1606).
- 1719: Juan Bautista de La Salle, eclesiástico y educador francés (n. 1651).

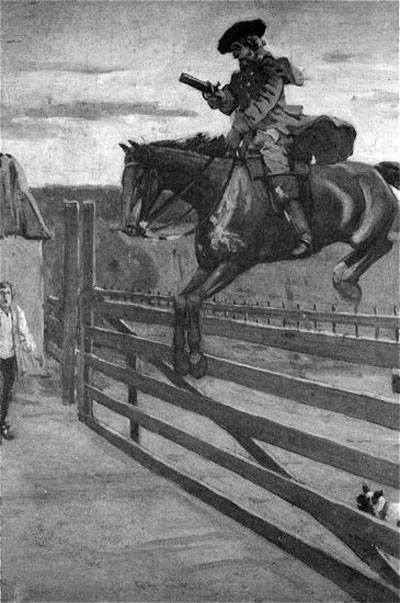
Dick Turpin.

- 1739: Dick Turpin, criminal británico (n. 1705).
- 1761: Thomas Bayes, matemático británico (n. 1702).
- 1789: Abd-ul-Hamid I, sultán otomano (n. 1725).
- 1789: Petrus Camper, médico, naturalista y biólogo neerlandés (n. 1722).
- 1801: Noël François de Wailly, lexicógrafo francés (n. 1724).
- 1804: Toussaint Louverture, político y militar haitiano (n. 1743).
- 1823: Jacques Charles, inventor, científico y matemático francés (n. 1746).
- 1833: Antoni Radziwiłł, político polaco (n. 1775).
- 1836: William Godwin, periodista y escritor británico (n. 1756).
- 1845: Julia Clary, reina consorte española (n. 1771).
- 1850: William Lisle Bowles, poeta británico (n. 1762).
- 1857: Mangal Pandey, militar indio (n. 1827).
- 1858: Anton Diabelli, músico austriaco (n. 1781).
- 1877: Fernán Caballero (Cecilia Bohl de Faber), escritora española (n. 1796).
- 1885: Karl Theodor Ernst von Siebold, fisiólogo alemán (n. 1804).

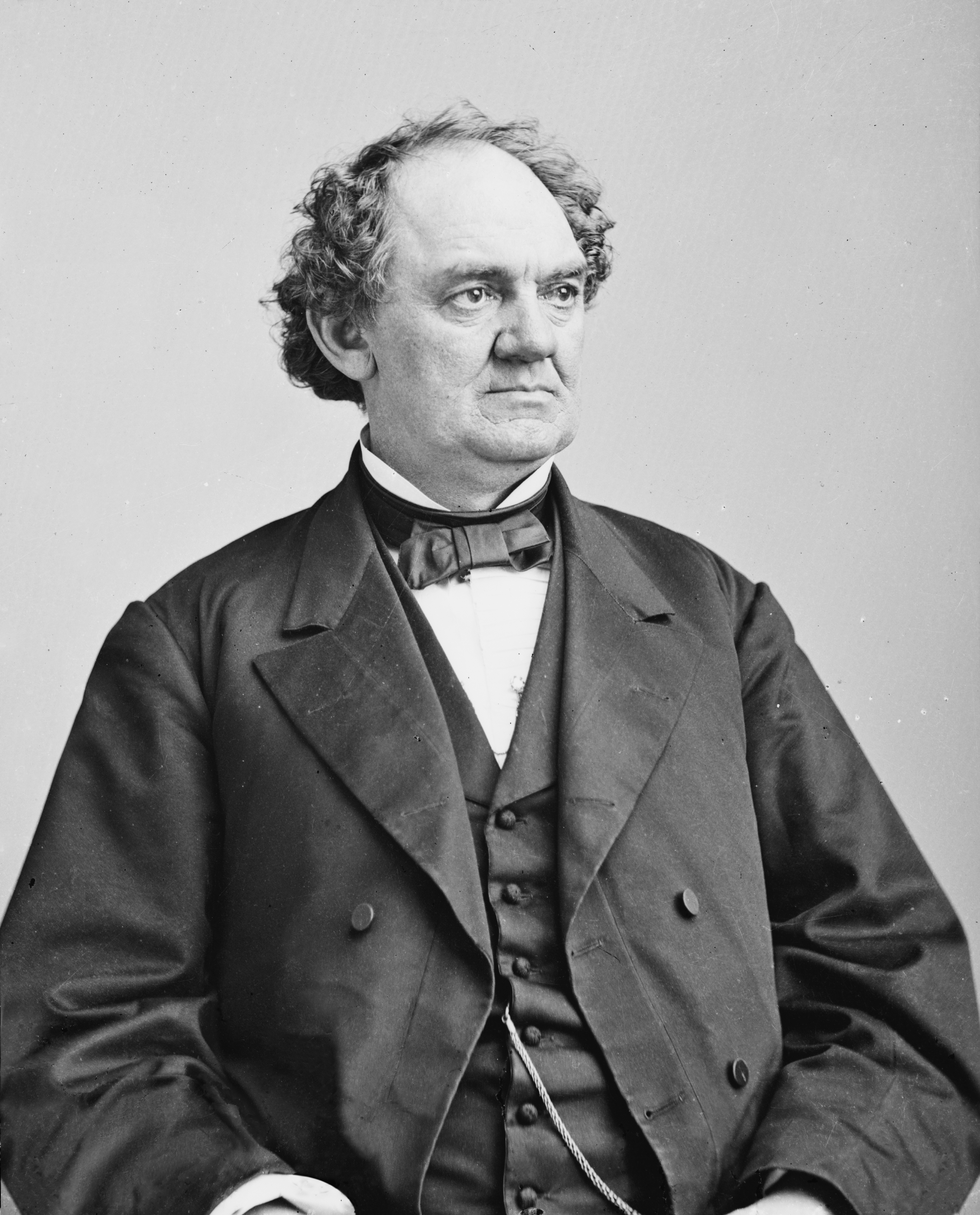
P. T. Barnum.

- 1891: P. T. Barnum, hombre de negocios estadounidense (n. 1810).
- 1905: Apolinar Brull Ayerra, compositor español (n. 1845).
- 1917: Spyridon Samaras, compositor griego (n. 1861)
- 1920: Caroline Alice Elgar, novelista y poetisa británica (n. 1848).
- 1938: Suzanne Valadon, pintora francesa (n. 1867).
- 1939: Joseph Lyons, político australiano (n. 1879).
- 1943: Alexandre Millerand, político francés (n. 1859).

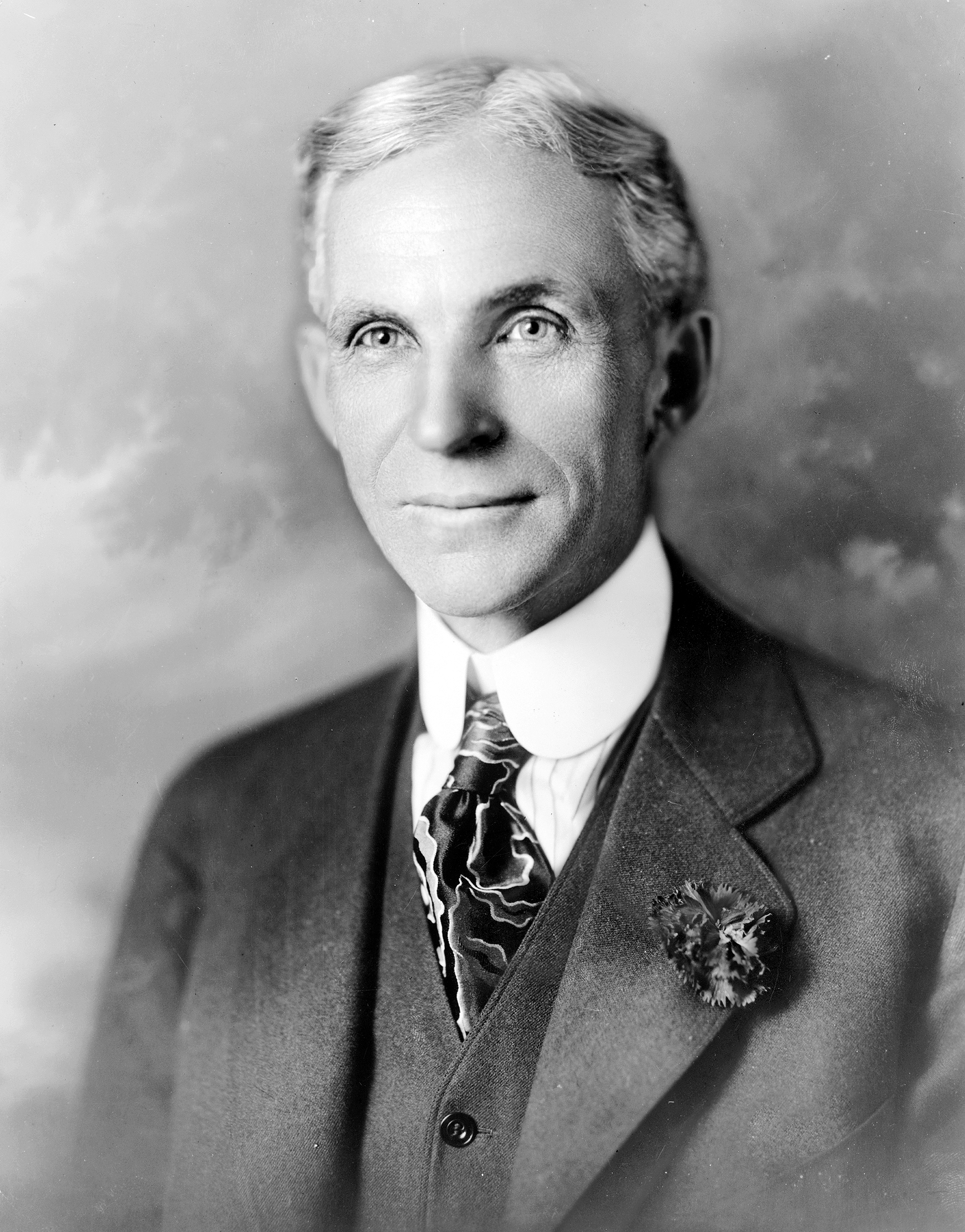
Henry Ford.

- 1947: Henry Ford, impulsor de la industria automotriz estadounidense (n. 1863).
- 1947: Elsa O'Connor, actriz argentina (n. 1906).
- 1950: Walter Huston, actor canadiense (n. 1884).
- 1955: Theda Bara, actriz estadounidense (n. 1885).
- 1957: Hani Motoko, periodista, escritora y educadora japonesa (n. 1873)
- 1958: Iván Petrov, militar soviético (n. 1896).
- 1960: Henri Guisan, militar suizo (n. 1874).
- 1961: Jesús Guridi, músico español (n. 1886).
- 1963: Antonio Medina Allende, ingeniero argentino (n. 1895).
- 1968: Jim Clark, piloto británico de Fórmula 1 (n. 1936).
- 1975: Charles Williams, escritor estadounidense (n. 1909).
- 1977: Jim Thompson, escritor estadounidense (n. 1906).
- 1981: Kit Lambert, productor y mánager musical estadounidense (n. 1935).
- 1981: Norman Taurog, director y guionista estadounidense (n. 1899).
- 1981: Papolo Vega, periodista dominicano (n. 1958).
- 1982: Harald Ertl, piloto de Fórmula 1 austriaco (n. 1948).
- 1984: Joaquim Agostinho, ciclista portugués (n. 1943).
- 1985: Carl Schmitt, jurista, filósofo alemán (n. 1888).
- 1994: Golo Mann, historiador alemán (n. 1909).
- 1994: Agathe Uwilingiyimana, químico, académico y político ruandesa (n. 1953).
- 1995: Philip Jebb, arquitecto y político británico (n. 1927).
- 1998: Luis Díez del Corral, politólogo español (n. 1911).
- 2000: Broery, cantante indonesio (n. 1944).
- 2000: Barbosa, futbolista brasileño (n. 1921).
- 2000: Heinz, cantante y bajista británico de origen alemán (n. 1942).
- 2001: David Graf, actor estadounidense (n. 1950).
- 2001: Alejandro Hales, político chileno (n. 1923).
- 2001: Beatrice Straight, actriz estadounidense (n. 1914).
- 2002: John Agar, actor estadounidense (n. 1921).
- 2003: Rubén Green, actor argentino (n. 1946).
- 2005: Cliff Allison, piloto británico de Fórmula 1 (n. 1932).
- 2005: Grigoris Bithikotsis, cantante griego (n. 1922).
- 2007: Johnny Hart, ilustrador estadounidense (n. 1931).
- 2007: Barry Nelson, actor estadounidense (n. 1917).
- 2008: Gloria Taylor, activista anglo-nigeriana (n. 1950).
- 2008: Ludu Daw Amar, periodista y autora birmana (n. 1915).
- 2009: Dave Arneson, diseñador de juegos estadounidense (n. 1947).
- 2009: Stanley L. Jaki, sacerdote húngaro (n. 1924).
- 2011: Jerónimo Arozamena, jurista español. (n. 1924).
- 2011: Pierre Gauvreau, pintor canadiense (n. 1922).
- 2012: Manuel Albaladejo, jurista español (n. 1920).
- 2012: Ignacio Moisés I Daoud, cardenal sirio (n. 1930).
- 2012: Mike Wallace, periodista estadounidense (n. 1918).
- 2013: Les Blank, director estadounidense (n. 1935).
- 2013: Hans Jäcker, futbolista alemán (n. 1932).
- 2014: Josep Maria Subirachs artista español (n. 1927).
- 2015: Richard Henyekane, futbolista sudafricano (n. 1983).
- 2015: Kardam de Bulgaria, príncipe búlgaro y español (n. 1962).
- 2016: Blackjack Mulligan, luchador profesional estadounidense (n. 1942).
- 2018: Peter Grünberg, físico alemán, premio nobel de física en 2007 (n. 1939).
- 2019: Seymour Cassel, actor estadounidense (n. 1935).
- 2020: Jan Křen, historiador checo (n. 1930).
- 2020: Jean-Laurent Cochet, actor francés (n. 1935).
- 2020: Allen Garfield, actor estadounidense de cine y televisión (n. 1939).
- 2020: John Prine, cantautor de country y folk estadounidense (n. 1946).
- 2021: James Hampton, actor, director y guionista estadounidense (n. 1936).
- 2022: Miguel Ángel Estrella (81), pianista y activista argentino de los Derechos Humanos (n. 1940).
- 2022: Fujiko F. Fujio, mangaka japonés (n. 1934).
- 2022: David McKee, escritor e ilustrador británico (n. 1935).
- 2022: Pedro Marchetta (79), futbolista y entrenador argentino (n. 1942).
- 2023: Inés Sánchez, periodista cubana nacionalizada costarricense.(n. 1931).

## Celebraciones
- Día Internacional del Piloto Aviador.[1]

Compartidas
- Organización Mundial de la Salud: 
  - Día Mundial de la Salud.[2]

- Naciones Unidas:
  - Día Internacional de Reflexión sobre el Genocidio de 1994 contra los Tutsis en Ruanda.[3]

 Por países
(Por orden alfabético)
- Argentina: 
  - Día Nacional del Trabajador de Correos y Telecomunicaciones.[4]
En conmemoración de la fecha de 1876 en la que se sancionó la Ley de Correos.
(Anteriormente se conocía como Día del Trabajador Telepostal y se conmemoraba inicialmente cada 4 de abril, pero la fecha se "mudó" al 7).
    -  Misiones: 
      - Aniversario de la Casa de Gobierno de Misiones.[5]
Fundación: 7 de abril de 1883 (142 años).

### Santoral católico

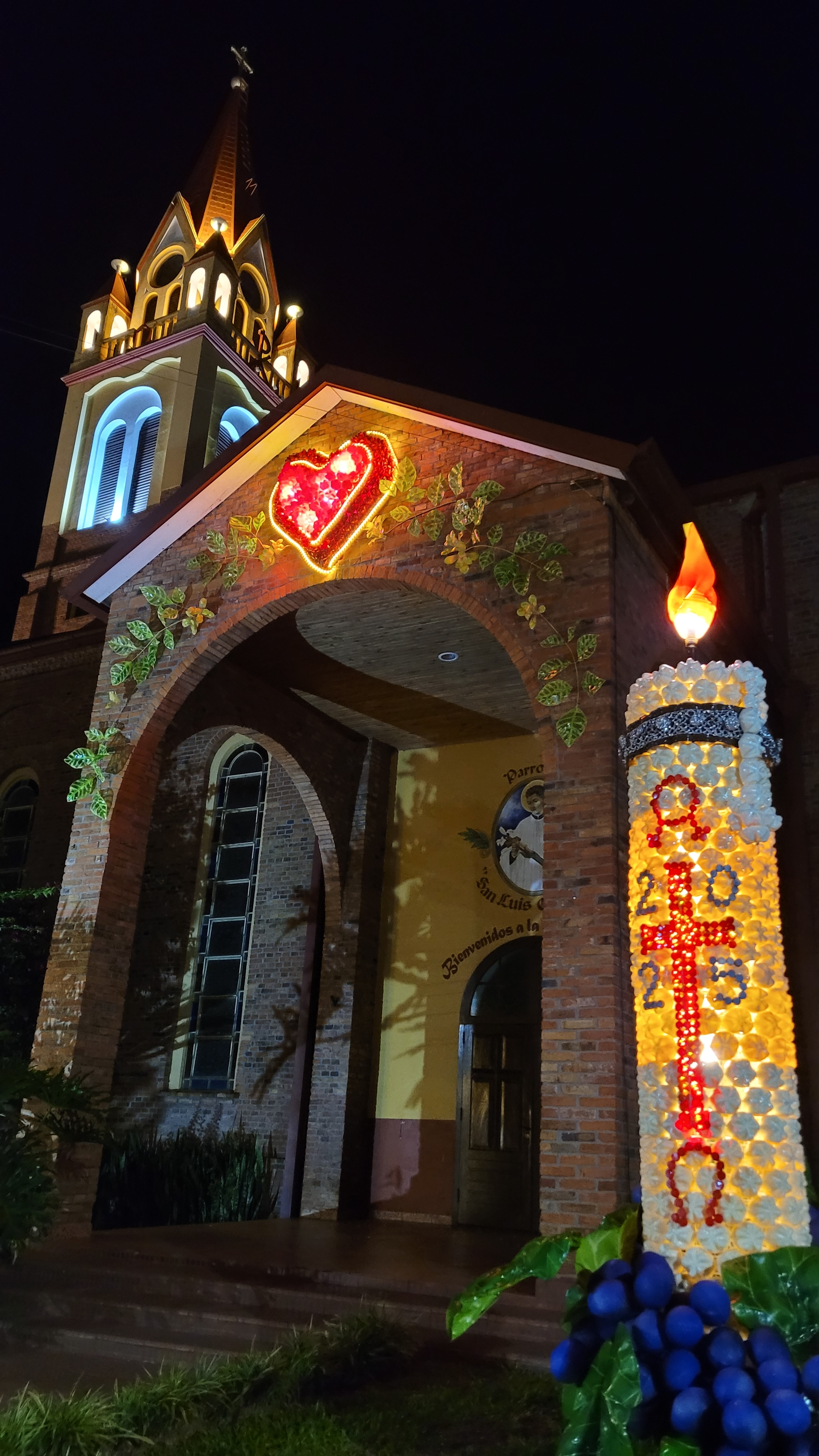
Pascuas 2025 en Capioví, Argentina.

- San Juan Bautista de la Salle, presbítero (1719).[6]
- San Hegesipo de Roma (c. 180).[6]
- San Pelusio de Alejandría, presbítero y mártir.[6]
- Santos mártires de Pentápolis (Teodoro, obispo, Ireneo, diácono, Serapión y Ammonis, lectores; s. IV).
- San Caliopio de Pompeiópolis, mártir (s. IV).[6]
- Santos mártires de Sinope, doscientos soldados (s. IV).
- San Jorge de Mitilene, obispo (816).[6]
- San Aiberto de Crespin, presbítero y monje (1140).
- San Germán José, presbítero (1252).[6]
- San Enrique Walpole y beato Alejandro Rawlins, presbíteros y mártires (1595).[6]
- Beatos mártires Eduardo Oldcorne, presbítero, y Rodolfo Ashley (1606).[6]
- San Pedro Nguyen Van Luu, presbítero y mártir (1861).[6]
- Beata María Asunta Pallotta, virgen (1905).[6]